# Колябин, Александр Сергеевич
Александр Сергеевич Коля́бин (род. 12 января 1987) — российский космонавт-испытатель отряда ФГБУ «НИИ ЦПК имени Ю. А. Гагарина». Опыта космических полётов не имеет. До поступления в отряд космонавтов проходил службу в авиации Военно-морского флота Вооружённых сил России. Майор (2021).

## Биография
Родился 12 января 1987 года в городе Протвино Московской области в семье профессионального водителя.
В 2009 году окончил Краснодарский военный авиационный институт имени А.К. Серова. В училище освоил самолеты Л-39, Су-25, Су-25УБ. После окончания училища год служил помощником командира корабля на Ту-134УБЛ в транспортной авиации в Тамбове, получил квалификационную категорию «лётчик третьего класса». Затем был переведён в авиацию Военно-морского флота России. С 2010 по 2015 годы служил в Североморске-3 в обоих авиационных полках, которые там базируются, в должностях старшего лётчика, командира авиационного звена истребительной авиационной эскадрильи. Летал на Су-25 УТГ,  Су-27УБ, Су-33. С 2015 по 2021 год служил заместителем командира истребительной авиационной эскадрильи в Североморске-3. Освоил МиГ-29К (КУБ).

## Космическая подготовка
Подал документы для участия во втором открытом наборе космонавтов 2018 года. Успешно прошёл все этапы отбора и 9 августа 2018 года получил допуск ГМК, но на заседание Межведомственной комиссии не представлялся.
27 января 2021 года решением Межведомственной комиссии назван одним из победителей третьего открытого набора 2019—2021 годов
В июне 2021 года на базе 179-го спасательного центра МЧС России в Ногинске и при содействии сотрудников Министерства по чрезвычайным ситуациям вместе с Арутюном Кивиряном и инструктором ЦПК принял участие в тренировке условного экипажа по действиям после посадки спускаемого аппарата на водную поверхность. Получил квалификацию «Водолаз».
В сентябре 2021 года прошёл в ЦПК исследование нервно-психической устойчивости кандидатов в космонавты на стенде «КВАНТ». В течение 64 часов находился в сурдокамере без сна.
31 января — 2 февраля 2022 года в составе условного экипажа вместе с Арутюном Кивиряном и Сергеем Тетерятниковым принял участие в тренировке по действиям при посадке в лесисто-болотистой местности зимой.
14 июня 2023 года успешно сдал в ЦПК имени Ю. А. Гагарина государственный экзамен, завершающий двухгодичный курс общекосмической подготовки, 16 июня решением межведомственной квалификационной комиссии кандидату в космонавты Александру Колябину присвоена квалификация «космонавт-испытатель».

## Награды
- медали «За отличие в военной службе» II и III степеней.

### Квалификации
- военный лётчик 3-го класса.